# Schlosskirche Eller

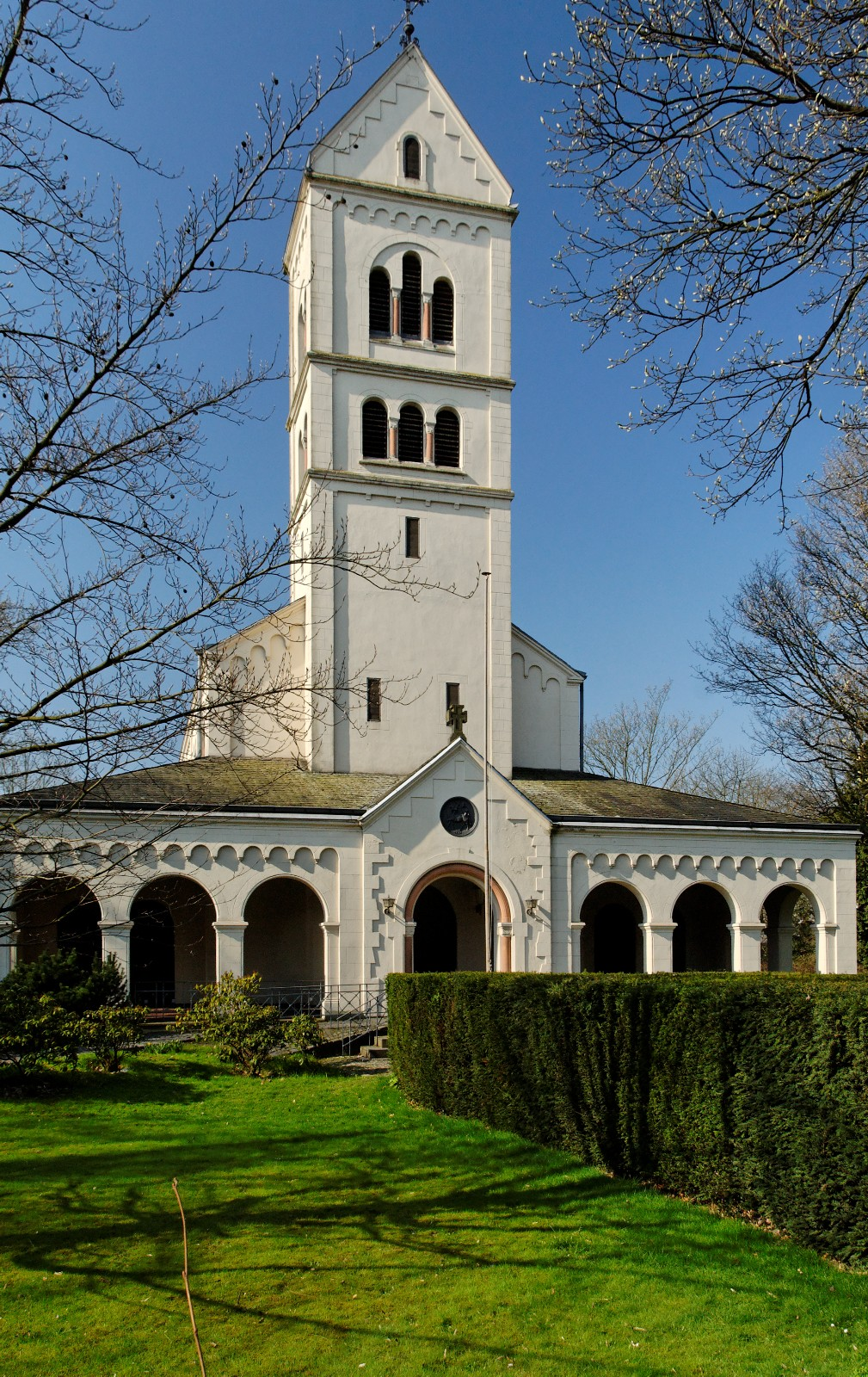
Schlosskirche Eller

Die Schlosskirche im Düsseldorfer Stadtteil Eller wurde zu Beginn des 20. Jahrhunderts im neuromanischen Stil errichtet und geht auf eine Stiftung zurück. Sie gehört zur Mirjam-Kirchengemeinde im Kirchenkreis Düsseldorf der Evangelischen Kirche im Rheinland.
Das Grundstück und das Kapital zum Bau der Kirche wurden durch eine Stiftung der seinerzeitigen Besitzer des Schlosses Eller, der Eheleute Clara, geborene Vohwinkel, und Hermann von Krüger, eingebracht. Die Kirche wurde nach Plänen des Architekten Moritz Korn im neuromanischen Stil erbaut. Ihre Weihe fand am 5. November 1905 statt. Sie ist eine dreischiffige Backsteinbasilika, die weiß überstrichen wurde.
Die Seitenschiffe dienten zeitweise als Kindergarten.
Seit 1984 steht die Ellerer Schlosskirche unter Denkmalschutz.
Die Schlosskirche Eller wurde in den Jahren 2020–2021 denkmalgerecht von modus.architekten Düsseldorf/Potsdam saniert.